# Campylandra fimbriata
Campylandra fimbriata är en sparrisväxtart som först beskrevs av Hand.-mazz., och fick sitt nu gällande namn av M.N.Tamura, S.Yun Liang och Nicholas J. Turland. Campylandra fimbriata ingår i släktet Campylandra och familjen sparrisväxter. Inga underarter finns listade i Catalogue of Life.